# 2512 Tavastia
2512 Tavastia је астероид главног астероидног појаса са пречником од приближно 11,79 .
Афел астероида је на удаљености од 2,513 астрономских јединица (АЈ) од Сунца, а перихел на 1,974 АЈ.
Ексцентрицитет орбите износи 0,120, инклинација (нагиб) орбите у односу на раван еклиптике 6,379 степени, а орбитални период износи 1227,735 дана (3,361 године).
Апсолутна магнитуда астероида је 12,70 а геометријски албедо 0,105.
Астероид је откривен 3. априла 1940. године.